# لويس فيسكونتي
لويس فيسكونتي (بالفرنسية: Louis Visconti)‏ هو مهندس معماري فرنسي وفنلندي، ولد في 11 فبراير 1791 في روما في إيطاليا، وتوفي في 29 ديسمبر 1853 في باريس في فرنسا.

## وصلات خارجية
- لويس فيسكونتي على موقع الموسوعة البريطانية (الإنجليزية)